# Tetraz
Tetraz é o nome comum dado a uma grande variedade de aves galiformes dos géneros Tetrao, Centrocercus, Dendragapus e Lyrurus, incluindo as da família dos fasianídeos e abarcando muitas espécies de aves cinegéticas, caçadas por desporto ou para alimentação.

## Etimologia
O nome comum «tetraz» provém do étimo latino medieval tetrax, que por seu turno resulta de uma deturpação do étimo latino clássico tĕtrăo, que  significa «faisão» ou «galinha-brava».

## Descrição genérica
Os tetrazes alimentam-se sobretudo de sementes e bagas, mas também consomem insectos e outros pequenos invertebrados. Na maioria das espécies, o macho controla um grupo familiar composto por várias fêmeas, que defende de potenciais rivais. Os tetrazes apresentam dimorfismo sexual significativo, sendo a plumagem dos machos mais elaborada e colorida. Tal como nos faisões, os machos de muitas espécies são adornados por penas sem utilidade prática que usam apenas nos rituais de acasalamento, para atrair potenciais parceiras.

## Algumas espécies
- Tetraz-cauda-de-faisão (Centrocercus urophasianus)
- Tetraz-das-pradarias (Tympanuchus cupido)
- Tetraz-grande (Tetrao urogallus)[4]
- Tetraz-lira (Lyrurus tetrix)
- Tetraz-de-salgueiro